# Монастирський Євген Олександрович
Євген Олександрович Монастирський (8 (21) червня 1907, село Нестерівці — 13 липня 1991, Київ) — радянський український вчений-правознавець, спеціаліст у галузі трудового права та права соціального забезпечення. Випускник (1937) та директор (1937/8—1939) Харківського юридичного інституту. Учасник Великої Вітчизняної війни. Працівник Інституту держави і права АН Української РСР. Кандидат юридичних наук (1965).

## Біографія
Народився 8 (21) червня 1907 року в родині селян, мешканців села Нестерівці, яке нині входить до складу Кам'янець-Подільського району Хмельницької області України. У 1928 році Монастирський був прийнятий до ВЛКСМ, вступив до сільськогосподарської профшколи та на роботу вчителем у семирічку. З 1931 по 1933 рік проходив термінову службу в Червоній армії, під час якої в 1932 був прийнятий у ВКП(б).

Після демобілізації вступив до Всеукраїнського інституту радянського будівництва та права, який закінчив у 1937 році; на той час ВНЗ було перейменовано у Харківський юридичний інститут. Незабаром після випуску, за різними даними в 1937 або 1938, він був призначений на посаду директора альма-матер. Дослідник І. С. Ніколаєв характеризував молодого Монастирського як енергійну та привабливу людину, яка, завдяки цим якостям, домоглась поваги з боку колективу та студентів інституту. Однак вже в 1939 він був переведений на роботу в Москву на посаду відповідального референта у Народному комісаріаті закордонних справ СРСР.
Примітна особистість Є. А. Монастирського насамперед тим, що практично відразу після отримання диплома про вищу освіту він був призначений на посаду директора інституту, в якому ще зовсім недавно вчився. Оригінальний текст (рос.)
Примечательна личность Е. А. Монастырского прежде всего тем, что практически сразу после получения диплома о высшем образовании он был назначен на должность директора института, в котором ещё совсем недавно учился.— І. С. Ніколаєв.
Після початку Великої Вітчизняної війни Євген Олександрович добровольцем вступив до Московського ополчення. У 1943 формування, в якому він служив, потрапило в оточення під Вязьмою в Смоленській області, а сам Монастирський отримав поранення. За участь у війні він був нагороджений орденами Вітчизняної війни І (6 квітня 1985) та II (27 січня 1958) ступенів, а також медалі «За перемогу над Німеччиною у Великій Вітчизняній війні 1941—1945 рр.».
Після закінчення Великої Вітчизняної війни вступив на роботу адвокатом до Київської міської колегії. Потім працював юрисконсультом у різних київських організаціях. Починаючи з 1961 року, працював в Інституті держави і права Академії наук Української РСР на посаді молодшого наукового співробітника. В 1965 захистив дисертацію на здобуття наукового ступеня кандидата юридичних наук на тему «Правові питання організації та діяльності постійно діючих виробничих нарад», що була йому присуджена в тому ж році. В 1967 він був підвищений у посаді до старшого наукового співробітника, на якій працював до 1984.
Євген Олександрович Монастирський помер 13 липня 1991 року в Києві.

## Науковий доробок
Наукові праці Євгена Олександровича присвячені проблемам трудового права та права соціального забезпечення. Основними його роботами є:
- Монастирський Є. О. Постійно діючі виробничі наради. Правові питання організації і діяльності. — Київ: Наук. думка, 1965. — 83 с.
- Монастирський Є. О. Дисциплінарна відповідальність. — К.: Політ. вид-во України, 1976. — 52 с.
- Симорот З. К., Монстырский Е. А. Проблемы кодификации законодательства Союза ССР и союзных республик о труде: научное издание. — Киев: Наук. думка, 1977. — 300 с.
- Данченко Н. И., Монастырский Е. А. Равноправие женщин: подлинное и мнимое. — К.: Политиздат Украины, 1977. — 112 с.
- Симорот З. К., Мацюк А. Р., Монастырский Е. А., Данченко Н. Н. Применение законодательства, регулирующего дисциплину труда рабочих и служащих / Ин-т гос. и права АН СССР ; отв. ред. З. К. Симорот. — Киев: Наук. думка, 1980. — 235 с.
- Монастырский Е. А., Карпенко Д. А. Правовое регулирование труда молодёжи в СССР. — Киев: Наук. думка, 1984. — 117 с.